# Zeller-Mühle
Die Zeller-Mühle ist eine denkmalgeschützte Mühle in der Gemeinde Schraplau in Sachsen-Anhalt. Im örtlichen Denkmalverzeichnis ist die Mühle unter der Erfassungsnummer 094 09058 als Baudenkmal verzeichnet.
Bei der Zeller-Mühle handelt es sich um eine ehemalige Wassermühle mit einer Hofanlage an der Weida. Sie befindet sich in der Zellerstraße, deren Namensgeberin sie ist, Hausnummer 29, 31, 33 und 35, nördlich des Schlosses. Die Wassermühle war die wichtigste Mühle im Gebiet von Schraplau und besaß das exklusive Mahlrecht der Kleinstadt, wodurch ihre Besitzer, Familie Steller, zu großem Wohlstand gelangten. Die Familie errichtete weiter Gebäude und leistete sich ein eigenes Mausoleum auf dem Friedhof von Schraplau, welches bis heute erhalten geblieben ist. Das Erscheinungsbild der Wassermühle entspricht heute eher einer Industriemühle mit einem Mühlenhof. Nachdem der Mühlenhof mehrere Jahre leergestanden hatte und immer weiter verfallen war, wurde das Wohnhaus verkauft und renoviert.